# Nicolae Văcărescu
Nicolae Văcărescu (n. 1786 – d. 12 octombrie 1825, Brașov, Imperiul Austriac) a fost un poet român, fiul cel mic al lui Ienăchiță Văcărescu.

## Biografie
S-a născut în 1784, din a treia căsătorie a lui Ienăchiță cu Ecaterina Caragea, cea de a cincea fiica a domnitorului Nicolae Caragea. În 1788 îl însoțește pe tatăl sau în exil, la Nicopole, de unde revine în 1790. Ca și mulți alți Văcărești, în spiritul vremii, primește educație grecească și franțuzească de la mama sa și probabil de la dascălul Chirchireu, cu care, de altfel, se împrietenește.
Se căsătorește, în 1814, cu Alexandra Băleanu (Luța, Lenuța, Luxandra), cu care va avea o fată, Marița, căsătorită cu marele spătar Constantin Dimitrie Ghica, de care se va despărți la 5 iulie 1843. Aceasta devine apoi soția domnitorului Gheorghe Bibescu. Moștenește de la tatăl sau moșiile Văcăreștilor, Băneasa, Tiplicești, casele din București. Disprețuia luxul de factură occidentală și prefera bucătăria tradițională. Urmând tradiția familiei, ocupă importante dregătorii: căminar (1815), agă (1818), mare vornic (1820 - 1821). În 1821 se refugiază la Brașov fiind implicat în evenimentele din această perioadă. Documentul din 29 septembrie 1818, atestă porunca dată de Ioan Gheorghe Caragea, domnul Țării Românești, lui Nicolae Văcărescu, spre a lua „măsurile cuvenite, pentru ordinea și liniștea în Principat". Se sublinia că „la toate acestea, s-ar adăuga vrednicia arătată prin experiență, perspicacitatea și zelul Domniei tale în folosul obștei, nădăjduim, fiind că și convinși că prea bine va fi păstrată buna ordine și liniște a pieței orașului, ceea ce cade în grijă Domniei-tale". Într-un alt document (10 octombrie 1818), boierii Divanului Țării Românești poruncesc agăi Nicolae Văcărescu „să ia măsurile cuvenite că ierarhul Veniamin din Lesbos, care se ascunde probabil la mănăstirea Mărgineni să fie găsit și exilat în Moldova (la Bogdănie), pentru siguranța lui personală, fără să se mai întoarcă pe pământul Vlahiei". Hotărârea inițială fusese ca prelatul să fie exilat dincolo de Dunăre. Un loc important în viața sa l-au ocupat evenimentele legate de mișcarea lui Tudor Vladimirescu.
Domnitorul Alexandru Șuțu, pe patul de moarte, numise pe 30 ianuarie 1821, pentru a conduce țara, o căimăcămie compusă din șase boieri, prezidată de mitropolit. Ea înștiința, prin divanul țării, Înalta Poartă despre întinderea răscoalei, solicitând „un braț puternic și înalt". Se hotărăște trimiterea unei expediții împotriva lui Tudor Vladimirescu. Din oaste făceau parte sârbi și bulgari, lefegii ai statului, conduși de căpitanii Iordache Olimpiotul, Ioan Farmache și Hagi Prodan. Comandant suprem a fost numit vornicul Nicolae Văcărescu.

## Opera
De la el au mai rămas câteva poezii erotice, asemănătoare cu cele ale fratelui său Alecu, un cântec de haiducie în formă populară („Durda”) și un număr de scrisori adresate nepotului său de frate, Iancu. Scrisorile, redactate într-un stil încâlcit, dominat de o cazuistică sentimentală, conțin și versuri satirice la adresa unor obiceiuri ale epocii (moda, jocul de cărți, etc.)
Originalitatea sa constă în accentele folclorice neobișnuite ale cântecului haiducesc Durda, în care se evocă natura reînviată în primăvară, apare motivul cucului, exclamațiile populare și invocația către cal pentru a lua drumul pădurii.

## Legături externe
- O conștiință națională - Nicolae Văcărescu